# Núria Tortras
Núria Tortras i Planas (Barcelona, 1926 - ibídem, 20 de julio de 2013) fue una escultora española.

## Biografía

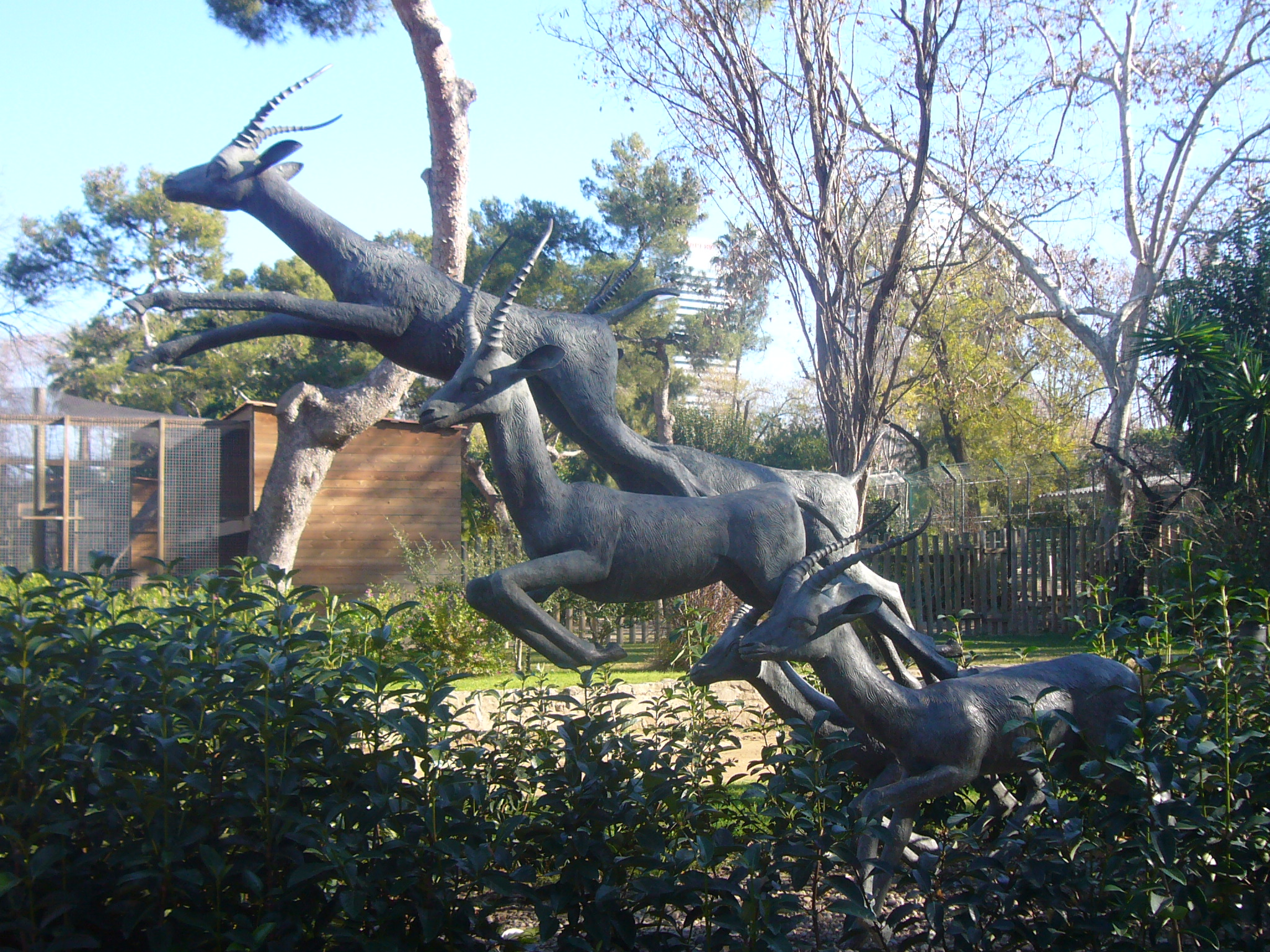
Barcelona a Walt Disney (1969), Zoo de Barcelona.

Estudió en la Escuela de Bellas Artes de Barcelona con Joan Rebull. Realizó exposiciones individuales desde 1968, y participó en diversos certámenes y exposiciones colectivas de forma regular. Su obra está impregnada de un gran sentimiento mediterráneo, con claras reminiscencias de los clásicos griegos y egipcios. En 1974 obtuvo el premio Ciudad de Barcelona y, en 2003, el Premio Cruz de San Jorge.
Realizó en Barcelona los monumentos A las Peñas de San Medín (1969), a Walt Disney (1969), a Charlot (1972) y a la Mutua Escolar Blanquerna (1998) y, en Palma de Mallorca, el de Walt Disney (1969). En la Ciudad Condal elaboró igualmente los Ciervos situados en la Escuela de educación especial Vil·la Joana (1973). También elaboró diversas obras de imaginería religiosa, especialmente en el frontis del Monasterio de Montserrat y en el Templo Expiatorio de la Sagrada Familia (San Jerónimo y San Vicente de Paúl, en los parteluces exteriores). Fue autora también de retratos y desnudos.

## Obra

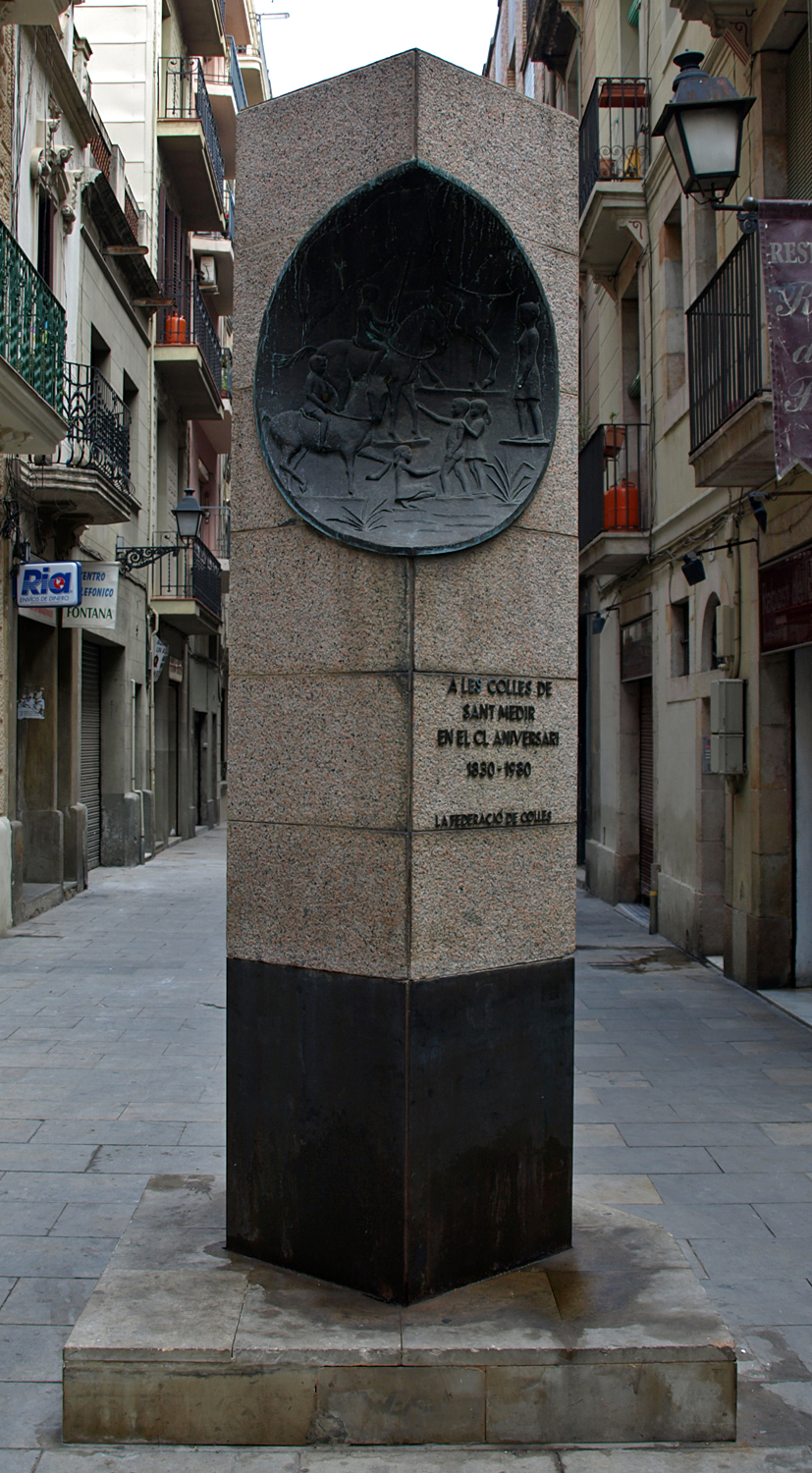
A las Peñas de San Medín (1969), plaza Trilla, Barcelona.

Entre sus principales obras se encuentran:
- A Walt Disney (1969, Zoo de Barcelona): realizado en bronce, es un homenaje al cineasta estadounidense Walt Disney, por encargo del Ayuntamiento de Barcelona, la Cámara de Comercio Americana, Arca de Noé, Radio Nacional de España y Televisión Española. La autora se inspiró en la película disneyniana Bambi, con un conjunto de cinco ciervos en actitud de salto, de estilo realista pero con gran dinamismo, con un tratamiento de las figuras realizado para que puedan ser observadas desde todos los ángulos, hecho favorecido por su emplazamiento en un ambiente natural, junto a un pequeño estanque.[4]

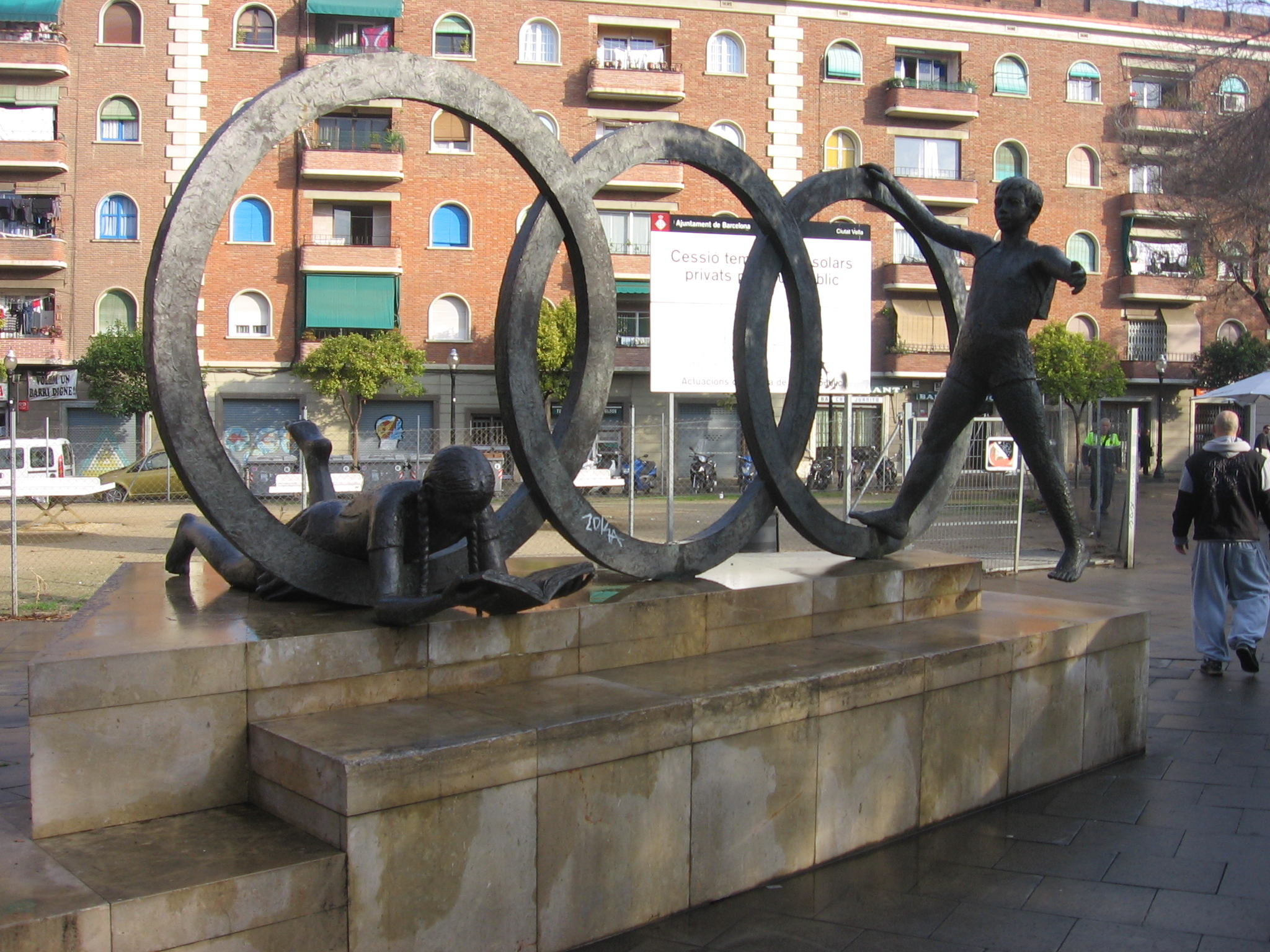
Homenaje a la Mutua Escolar Blanquerna (1998), plaza Blanquerna, Barcelona.

- A las Peñas de San Medín (1969, plaza Trilla): el título hace referencia a una fiesta popular del barrio barcelonés de Gracia, realizada el día 3 de marzo (San Medín), en que se efectúa una romería a la ermita de San Medín, situada en la sierra de Collserola, y después una cabalgada en el barrio en que se lanzan caramelos al público. La obra, realizada en bronce sobre una columna de granito rosa, es un homenaje a estas peñas de cultura popular, encargada por la Federación de Peñas de San Medín. Presenta un bajorrelieve de forma cóncava y visión frontal, con diversas figuras alusivas a la fiesta graciense: tres caballos, tres niños cogiendo caramelos, una mujer, un estandarte y varias plantas. El estilo trasluce un cierto hieratismo de influencia egipcia.[5]
- Charlot (1972, jardines de Joan Brossa): confeccionada en bronce, esta obra formaba conjunto con otras esculturas instaladas en el parque de atracciones de Montjuïc, ya desaparecido y sustituido por unos jardines públicos; las otras obras eran: A Carmen Amaya, de Josep Cañas; A Joaquim Blume, de Nicolau Ortiz; y El Pallaso, de Joaquim Ros i Sabaté. Esta obra es un homenaje al actor Charles Chaplin, conocido como Charlot, una de las primeras estrellas del cine mudo. El actor aparece con su habitual caracterización de personaje cómico, situado sobre una bola del mundo, en alusión a su película El gran dictador.[6]
- Homenaje a la Mutua Escolar Blanquerna (1924-1939) (1998, plaza Blanquerna): elaborado en bronce sobre una base de aplacado de piedra calcárea pulida, este homenaje fue encargado por exalumnos de la antigua escuela, cerrada en 1939 por su carácter catalanista. El monumento consta de tres grandes aros, con un niño apoyado en uno de ellos y una niña estirada en el suelo leyendo un libro. Los aros representan los tres niveles de enseñanza de la escuela: primaria, secundaria masculina y seundaria femenina. Por su parte, la actitud de los niños prefigura la dualidad juego-estudio. El clasicismo de la obra denota la influenica del maestro de la autora, Joan Rebull. La escultura, que había sido alumna de esta escuela, no cobró honorarios por esta obra.[7]

## Premios y distinciones

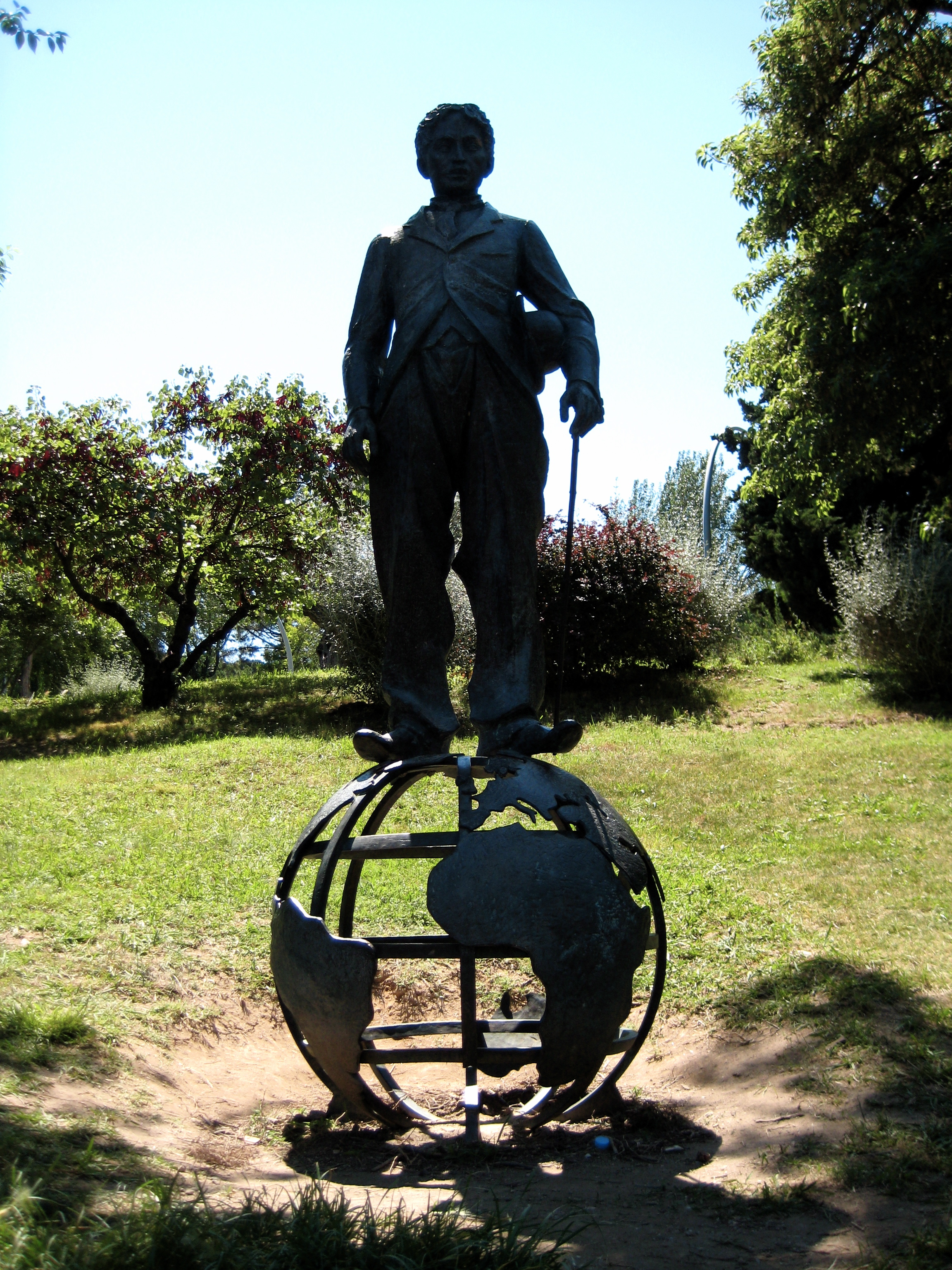
Charlot (1972), Jardines de Joan Brossa, Barcelona.

- 1962. Primer accésit de la Real Academia de Bellas Artes de San Jorge de Barcelona.
- 1963. Segundo premio de la Real Academia de Bellas Artes de San Jorge de Barcelona.
- 1964. Primer premio de la Real Academia de Bellas Artes de San Jorge de Barcelona.
- 1965. El deporte en las Bellas Artes, Barcelona.
- 1967. Centro Excursionista de Cataluña, Barcelona.
- 1968. Premio internacional para la erección del Monumento a Walt Disney en el Parque de la Ciudadela, Barcelona.
- 1972. Círculo Artístico del Liceo (plata), Barcelona.
- 1972. Agrupación "Amas del Hogar", Barcelona.
- 1972. Llave del parque de atracciones de Montjuïc, Barcelona.
- 1974. Primer premio Ciudad de Barcelona.
- 1975. Las "Colles de Sant Medir", Barcelona.
- 1975. Club Pernod, Barcelona.
- 1976. Medalla del Centro Excursionista de Cataluña.
- 1979. Hospital San Juan de Dios, Barcelona.
- 1983. Centro Eva, Barcelona.
- 1987. Amigos de los Jardines, Barcelona.
- 1987. Amigos de los Castillos, Barcelona.
- 1992. I Premio Internacional Liderlady, París (Francia).
- 1993. Carta del Maestro Artesano, otorgada por la Generalidad de Cataluña.
- 1997. Vara de San Nicolás, Escuela Blanquerna, Barcelona.
- 2000. Premio Cataluña de Comunicación y Relaciones Públicas, profesionales o personas físicas.
- 2003. Premio Cruz de San Jorge, otorgada por la Generalidad de Cataluña.
- 2005. Elegida académica correspondiente por Esplugas de Llobregat (Barcelona) de la Real Academia Catalana de Bellas Artes de San Jorge.[8]